# Schweizerische Vereinigung der Lack- und Farbenchemiker
Die Schweizerische Vereinigung der Lack- und Farbenchemiker (SVLFC) ist eine Interessengemeinschaft von Chemikern, Technikern und Laboranten der Lackindustrie und zugewandter Branchen. Sie vertritt über 200 ordentliche und knapp 60 unterstützende Mitglieder, die zum überwiegenden Teil in der schweizerischen Lackbranche angestellt sind. Die SVLFC sieht sich als Forum der schweizerischen Lacktechniker und grenzt sich damit vom Verband der Schweizerischen Lack- und Farbenindustrie (VSLF / USVP) ab, der die Lackhersteller selbst vertritt.
Die im französischsprachigen Teil der Schweiz geläufigere Bezeichnung des Verbandes ist Association Suisse de Chimistes de l’Industrie des Vernis et Peintures (ASCVP).

## Organisation
Verbandspräsident ist Marek Elsner, insgesamt besteht der Vorstand aus 8 Personen. Im SVLFC sind derzeit 2 Arbeitsgruppen organisiert: Prüfmethoden und Verfahrenstechnik.
Der Verein ist Mitglied des europäischen Dachverbandes der Lacktechnikervereinigungen (FATIPEC). Weiterhin werden intensive Kontakte zu den anderen europäischen Lackverbänden, wie dem deutschen Verband der Ingenieure des Lack- und Farbenfaches (VILF) gepflegt.
Die Zusammenarbeit mit dem Verband Schweizerischer Lack- und Farbenfabrikanten ist in den Verbandszielen festgelegt.

## Ziele
Die Ziele des SVLFC sind im Leitbild festgelegt.
Die SVLFC sieht sich als Forum der schweizerischen Lacktechniker mit dem Ziel, die Entwicklungs-, Fabrikations- und Anwendungstechnik der Branche und ihr zugewandter Bereiche auf hohem und wettbewerbsfähigem Niveau zu halten. Die Vereinigung wirkt praxisorientiert im Interesse und zum Wohle der schweizerischen Lackindustrie in Zusammenarbeit mit dem Verband Schweizerische Lack- und Farbenindustrie.
Die Vereinigung hat sich weiterhin dem Informationsaustausch über aktuelle Themen der Branche, auch in Form der Organisation von informativen, sowie weiterbildenden Veranstaltungen verschrieben. Im Mitgliedsbeitrag ist so auch ein Abonnement der Fachzeitschriften Farbe + Lack enthalten, die gleichzeitig das offizielle Publikationsorgan der SVLFC ist.
Schließlich sollen Beziehungen der Mitglieder untereinander sowohl im beruflichen als auch im gesellschaftlichen Bereich unterstützt werden.

## Geschichte
Gegründet wurde der Verband, inspiriert vom Ersten internationalen Kongress der Farben- und ihr angeschlossenen Industrien 1947 in Paris, am 26. Februar 1948 in Bern. Erster Präsident wurde C. Denzler. Am 8. Januar 1950 wurde die FATIPEC mit dem SVLFC als einem der Gründungsmitglieder gegründet. Im Jahre 1951 wurde der VSLFC zum internationalen Verband, da auch eine liechtensteinische Firma aufgenommen wurde. Im Jahre 2008 besteht der Verband aus 295 Mitgliedern.